# Мала хидроелектрана Моравица
Мала хидроцентрала Моравица или МХЕ Моравица почела је са радом 1911. године и сматра се петом хидроцентралом у Србији. Налази се у центру Ивањице и као део Старе чаршије проглашено је за непокретно културно добро од великог значаја. У њеном склопу налазе се акумулационо језеро и водопад.

## Историја
Хидроцентрала у Ивањици била је визија Милутина Поповића и десеторице његових колега трговаца, који су се 1907. године удружили у „Ивањичко електрично-индустријско друштво“. Они су желели да Ивањица буде једна од модернијих вароши тог времена и одлучили су да уведу струју. У варошици под Голијом 1911. године на Никољдан, пуштена је у рад једна од најстаријих хидроцентрала у Србији, која је имала снагу око 200 киловолт ампера и осветљавала је читаву Ивањицу.
Тада је у Ивањици живело око 1.100 људи, а електричну енергију је користило двадесетак кућа, кафана, продавница и надлежних институција, да би се тај број повећао на 270 до Другог светског рата. Енергија стиже у приградска насеља 1953. године, а у све делове општине до 1983.
У техничком погледу, хидроелектрана је задржала аутентичан изглед, укључујући Френсисову турбину, чија је снага 300 обртаја, до алата и генератора, који ус у потпуности исправни. Генератор је произвела фирма „Siemens-Schuckert“ која је испоручила и уградила машинско и електрично постројење у електрану. 
Акумулационо језеро и водопад око хидроелектране представљају једне од симбола Ивањице, а брана је временом изгубила своју аутентичност, јер је првобитно била изграђена од дрвета, да би 1936. године била замењена бетонском, која је обновљена 2011. године уз потпуну ревитализацију постројења. 
Ремонт машинског дела извршен је 1987. године, а фасада је обновљена 1996. године.
Иако ова хидроелектрана има симболичну енергетску улогу јер произведе онолико струје колико Ивањица потроши за два дана, њена историјска улога је много већа. Она је и музеј. 
Електрана је у систему и служи као помоћно напајање зграда Скупштине Општине, МУП-а и хотела „Парк“.